# Сан Лоренсо (Хондурас)
Вижте пояснителната страница за други значения на Сан Лоренцо.
Сан Лоренсо (на испански: San Lorenzo) е град в департамент Вале, Хондурас. Населението на града през 2010 година е 27 842 души.